# Eparquía de Aqrah
La eparquía de Aqrah (en latín: Eparchia Akrensis y en árabe: أبرشية عقرة‎) fue una circunscripción eclesiástica de la Iglesia católica en Irak. Se trataba de una eparquía caldea, sufragánea de la archieparquía de Bagdad de los caldeos. Desde el 22 de diciembre de 2018 fue unida a la archieparquía de Mosul, renombrada como archieparquía de Mosul y Aqrah.

## Territorio y organización
La eparquía extendía su jurisdicción sobre los fieles católicos de rito caldeo residentes en parte de la gobernación de Nínive: los distritos de Al-Hamdaniya (sin incluir Bashiqa), Makhmur, Aqrah y parte de los distritos de Shekhan y Tel Keppe. Formaba parte del territorio propio del patriarcado de Bagdad de los caldeos.
La sede de la eparquía se encontraba en la ciudad de Aqrah en donde se halla la Catedral de Santa María (Mariam al Adra cathedral).
En 2018 en la eparquía existían 4 parroquias.

## Historia
Hasta el siglo XIV la región de Aqrah era parte de la diócesis de Marga, antigua sede de la Iglesia del Oriente sufragánea de la arquidiócesis de Arbela en Adiabene, atestiguada desde el siglo VIII hasta el siglo XIV.
Se desconoce el origen de la comunidad nestoriana de Aqrah. Una diócesis nestoriana está atestiguada en esta ciudad en 1630, compuesta por unas 1700 familias, con un obispo llamado Hénan-Jésus.
Entre finales del siglo XVIII y principios del siglo XIX hubo un movimiento constante de adhesión al catolicismo, concomitante con la profesión de fe católica de Joseph V Augustine Hindi.
La eparquía fue erigida por el papa Pío IX en 1850, con territorio separado de la eparquía de Amadiya.
Entre los obispos más famosos de Aqrah estaba Juan Elia Mellus, autor de un cisma llamado mellusiano, en los asuntos que vieron a la Santa Sede y al patriarca Yosep VI Audo involucrados en el tema de los cristianos malabares en la segunda mitad del siglo XIX.
El 23 de abril de 1895 la eparquía fue unida a la de Amadiya en virtud del breve Ob impensam del papa León XIII, pero el 24 de febrero de 1910, con el breve Quae ad spirituale del papa Pío X, las eparquías se separaron nuevamente. Al mismo tiempo, Aqrah fue confiada a los patriarcas de Babilonia, quienes la gobernaron a través de vicarios patriarcales hasta la nominación de Paul Cheikho el 22 de febrero de 1947. La Iglesia caldea le dio el nombre de eparquía de Aqrah y Zebar.
En 1896 tenía unos 1000 fieles caldeos, con 12 iglesias y capillas y 8 sacerdotes. En 1913 la eparquía comprendía 19 aldeas o villas con 2390 fieles, 16 sacerdotes, 10 iglesias, 5 capillas y 7 escuelas.
La eparquía estuvo vacante desde el 25 de julio de 1998 hasta el 22 de diciembre de 2018, cuando Najib Mikhael Moussa, O.P. fue confirmado como archieparca de Mosul y Aqrah quedando ambas sedes unidas.

## Estadísticas
Según el Anuario Pontificio 2019 la eparquía tenía a fines de 2018 un total de 1414 fieles bautizados.
| Año                                                                             | Población            | Población | Población      | Sacerdotes | Sacerdotes    | Sacerdotes    | Bautizados por sacerdote | Diáconos permanentes | Religiosos | Religiosos | Parroquias |
| Año                                                                             | Bautizados católicos | Total     | % de católicos | Total      | Clero secular | Clero regular | Bautizados por sacerdote | Diáconos permanentes | Varones    | Mujeres    | Parroquias |
| ------------------------------------------------------------------------------- | -------------------- | --------- | -------------- | ---------- | ------------- | ------------- | ------------------------ | -------------------- | ---------- | ---------- | ---------- |
| 1896                                                                            | 1000                 | ?         | ?              | 8          |               |               | 125                      |                      |            |            | 13         |
| 1913                                                                            | 2390                 | ?         | ?              | 16         |               |               | 149                      |                      |            |            | 10         |
| 1948                                                                            | ?                    | ?         | ?              | 2          | 1             | 1             | 0                        |                      |            |            | 3          |
| 1958                                                                            | 1636                 | 32 723    | 5.0            | 5          | 3             | 2             | 327                      |                      | 2          | 9          | 7          |
| 1970                                                                            | 550                  | 85 000    | 0.6            | 1          | 1             |               | 550                      |                      |            |            | 3          |
| 1980                                                                            | 150                  | ?         | ?              | 1          | 1             |               | 150                      |                      |            |            | 2          |
| 1990                                                                            | 245                  | ?         | ?              | 3          | 2             | 1             | 81                       |                      | 1          |            | 1          |
| 1999                                                                            | 176                  | ?         | ?              | 2          | 2             |               | 88                       |                      |            |            | 3          |
| 2000                                                                            | 192                  | ?         | ?              | 2          | 2             |               | 96                       |                      |            |            | 1          |
| 2001                                                                            | 263                  | ?         | ?              | 2          | 2             |               | 131                      |                      |            |            | 4          |
| 2002                                                                            | 271                  | ?         | ?              | 2          | 2             |               | 135                      |                      |            |            | 4          |
| 2003                                                                            | 300                  | ?         | ?              | 2          | 2             |               | 150                      |                      |            |            | 4          |
| 2004                                                                            | 310                  | ?         | ?              | 2          | 2             |               | 155                      |                      |            |            | 4          |
| 2009                                                                            | 1051                 | ?         | ?              | 2          | 2             |               | 525                      |                      |            |            | 4          |
| 2012                                                                            | 1190                 | ?         | ?              | 2          | 2             |               | 595                      |                      |            |            | 4          |
| 2015                                                                            | 1372                 | ?         | ?              | 2          | 2             |               | 686                      |                      |            |            | 4          |
| 2018                                                                            | 1414                 |           |                | 2          | 2             |               | 707                      |                      |            |            | 4          |
| Fuente: Catholic-Hierarchy, que a su vez toma los datos del Anuario Pontificio. |                      |           |                |            |               |               |                          |                      |            |            |            |

## Episcopologio
- Elia Sefaro † (1852-1863 falleció)
- Giovanni Elia Mellus † (5 de junio de 1864 consagrado-4 de septiembre de 1890 nombrado eparca de Mardin)
- Giovanni Sahhar † (2 de septiembre de 1892-13 de junio de 1909 falleció)
  - Sede vacante (1909-1947)
- Paul Cheikho † (22 de febrero de 1947-28 de junio de 1957 nombrado eparca de Alepo)
- André Sana † (20 de junio de 1957-14 diciembre 1977 nombrado archieparca de Kirkuk)
- Abdul-Ahad Rabban, O.A.O.C. † (23 de abril de 1980-25 de julio de 1998 falleció)
  - Sede vacante (1999-2018)[nota 1]
  - Sede suprimida, 22 de diciembre de 2018